# Oberthuroplia multifasciata
Oberthuroplia multifasciata är en skalbaggsart som beskrevs av Leon Fairmaire 1897. Oberthuroplia multifasciata ingår i släktet Oberthuroplia och familjen Melolonthidae. Inga underarter finns listade i Catalogue of Life.